# Memphis la Blusera
Memphis la Blusera est un groupe de blues rock argentin, originaire de Buenos Aires. Il est formé en 1978 et séparé en 2008. Le groupe se composait de Adrián Otero au chant, Daniel Beiserman à la basse, basse acoustique et au chant ; Villanueva Emilio au saxophone ténor et à la basse, Mira Marcelo à la batterie, German Weidemer aux claviers, piano et à l'orgue Hammond et Sedler Lucas aux guitares.

## Histoire
Leur premier concert s'effectue au théatre Unione e Benevolenza, en 1978. Après avoir répété pendant des mois, ils décident d'organiser ce concert. En 1981, ils jouent en ouverture pour Pajarito Zaguri à l'Arena Obras Sanitarias et apparaissent en 1982 au Festival BARock, où ils sont remarqués par la presse locale. Leur premier album, Alma bajo la lluvia, est publié la même année, et comprend le classique Blues de las 6 y 30.
Durant l'année 1989, ils enregistrent un troisième album, Tonto rompecabezas, avec l'aide d'Andrés Calamaro. Avec ce disque, ils laissent de côté les thèmes sociaux et politiques des précédents albums et se consacrent plus au thème de l'amour. Ils reviennent cependant avec un quatrième sur fond social intitulé Memphis la Blusera.
Après plusieurs tournées locale, ils publient en 1994, leur cinquième album, Nunca tuve tanto blues. La même année, ils jouent au Gran Rex Theatre avec Taj Mahal, Albert King et BB King. Ce concert est enregistré et édité comme sixième album, intitulé Memphis en vivo. Ils enregistrent un septième album en 1995 intitulé Cosa de hombres. Cet album est présenté à l'Obras, et à d'autres lieux en Argentine. À cette période, le groupe compte 1 300 shows en juste 17 ans. Ces deux albums sont certifiés disques d'or.
En 2000, le groupe signe avec Warner Music, et enregistre à Los Angeles son dixième album intitulé Angelitos Culones, produit par Oscar Mediavilla et Gustavo Borner. Ils sont certifiés disque d'or et, reçoivent, en 2002, le prix Carlos Gardel du meilleur groupe de rock, et sont nommés du meilleur clip pour Angelitos Culones. Ils sont ensuite invité à jouer avec l'Orquesta Sinfónica Nacional au Théâtre Colón. Il est enregistré et publié en album.
Après 25 ans de carrière, ils jouent au stade Luna Park de Buenos Aires qu'ils enregistrent pour l'album live 25° Aniversario.
Leur dernier album, …Etc, est publié en 2006.
Memphis la Blusera se sépare en 2008 après le départ d'Adrian Otero pour une carrière solo. Les membres restants continuent sous le nom de Viejos Lobos. Adrián Otero meurt dans un accident de voiture le 12 juin 2012. Le groupe se reforme en 2018 pour un concert spécial 40 ans.

## Discographie
- 1983 : Alma bajo la lluvia
- 1988 : Medias negras
- 1989 : Tonto rompecabezas
- 1991 : Memphis la Blusera
- 1994 : Memphis en vivo
- 1994 : Nunca tuve tanto blues
- 1995 : Cosa de hombres
- 1998 : Hoy es hoy
- 1999 : El acústico
- 2001 : Angelitos culones
- 2003 : Teatro colón
- 2004 : 25° aniversario
- 2005 : ...Etc.